# Zwolse paardentram
De Zwolse paardentram bestond van 1885 tot 1919. Deze had de taak van personenvervoer, voornamelijk voor welgestelden of dienstmeiden. Door het succes van de paardentram werd deze enkele keren met een groot stuk uitgebreid, om zo Zwolles belangrijkste plaatsen bereikbaar te maken.

## Oprichting
In 1885 besloten de zakenlieden H. van Dun, exploitant van het Katerveer (de Zwolse haven), en A.R. Kroes, aanlegger van gasleidingen, tot de oprichting van de Zwolsche Tramwegmaatschappij (ZTM). De ZTM kreeg geldbijdragen van de gemeente als ondersteuning. De eerste tramweg, lopend van het Katerveer naar de Beestenmarkt (heden de Harm Smeengekade), werd feestelijk geopend op 16 juli; de volgende dag reed de eerste wagen over het spoor (de rails werden in het Zwols gleufies genoemd). Daarmee was Zwolle de 7e stad van Nederland met een paardentram.
De ZTM schafte 1 open en 2 gesloten rijtuigen van de Haagse Pennockfabriek aan. De gesloten wagens hadden 16 zitplaatsen en open balkons met 14 staanplaatsen, de open wagens 12 zit- en 12 staanplaatsen. Een rit kostte zo'n 12 cent, wat in die tijd redelijk duur was.

## Eerste uitbreiding
Al op 19 oktober 1885 werd de tramweg doorgetrokken naar de Grote Markt, via de Kamperstraat en de Luttekestraat. Echter bleek de bocht van de voorlaatste naar de laatste straat erg scherp, waarvan de wagens hinder ondervonden; menig rijtuig ontspoorde er, en ook de reizigers hadden vele klachten over de onprettige bocht.
Het publiek had behoefte aan uitbreiding van het tramnet, naar onder andere Station Zwolle en het Sophia-ziekenhuis aan de Rhijnvis Feithlaan. De directie van de ZTM besloot derhalve een paarden-omnibus tot stand te brengen door de oprichting van de Eerste Overijsselsche Tramomnibus Maatschappij.

## Tweede uitbreiding
Op 2 januari 1889 werd het Zwolse tramnet uitgebreid met een spoor naar het hoofdstation door de andere kant van de Luttekestraat, langs de gracht en door de Stationsweg (nu Burgemeester van Rooyensingel). Deze tramtak werd op 28 juli 1891 geopend (kosten voor een rit Grote Markt—Station: 7,5 cent). Echter bleek deze dienst maar matig gebruikt; de afstand was te kort en het kaartje te duur. Alleen bij regen draaide de lijn goed.

## Derde uitbreiding
De Zwolse gemeenteraad zag nu het nut voor een nieuwe tramverbinding naar de Brink, aangezien daar binnenkort een stoomtramstation werd gebouwd. Zo werd de paardentram verlengd door de Diezerstraat langs de Brink naar het Sophia ziekenhuis aan de Rhijnvis Feithlaan. Deze spoorlijn was 23 december 1893 klaar voor gebruik (rit Grote Markt-Sophia: 10 cent).
Doordat nu het ziekenhuis te bereiken was, en ook door de opening van de Dedemsvaartsche Stroomtram op 1 oktober 1895, nam het belang van de lijn Station-Grote Markt weer toe. Men heeft geopperd om de paardentram te vervangen door de Dedemsvaartsche stoomtram, maar de gemeenteraad wees dit af wegens de problemen die dit zou kunnen opleveren voor de gezondheid van de Zwollenaren; de Brink bleef het overstappunt van paarden- op stoomtram.

## Verlegging Katerveer-Grote Markt

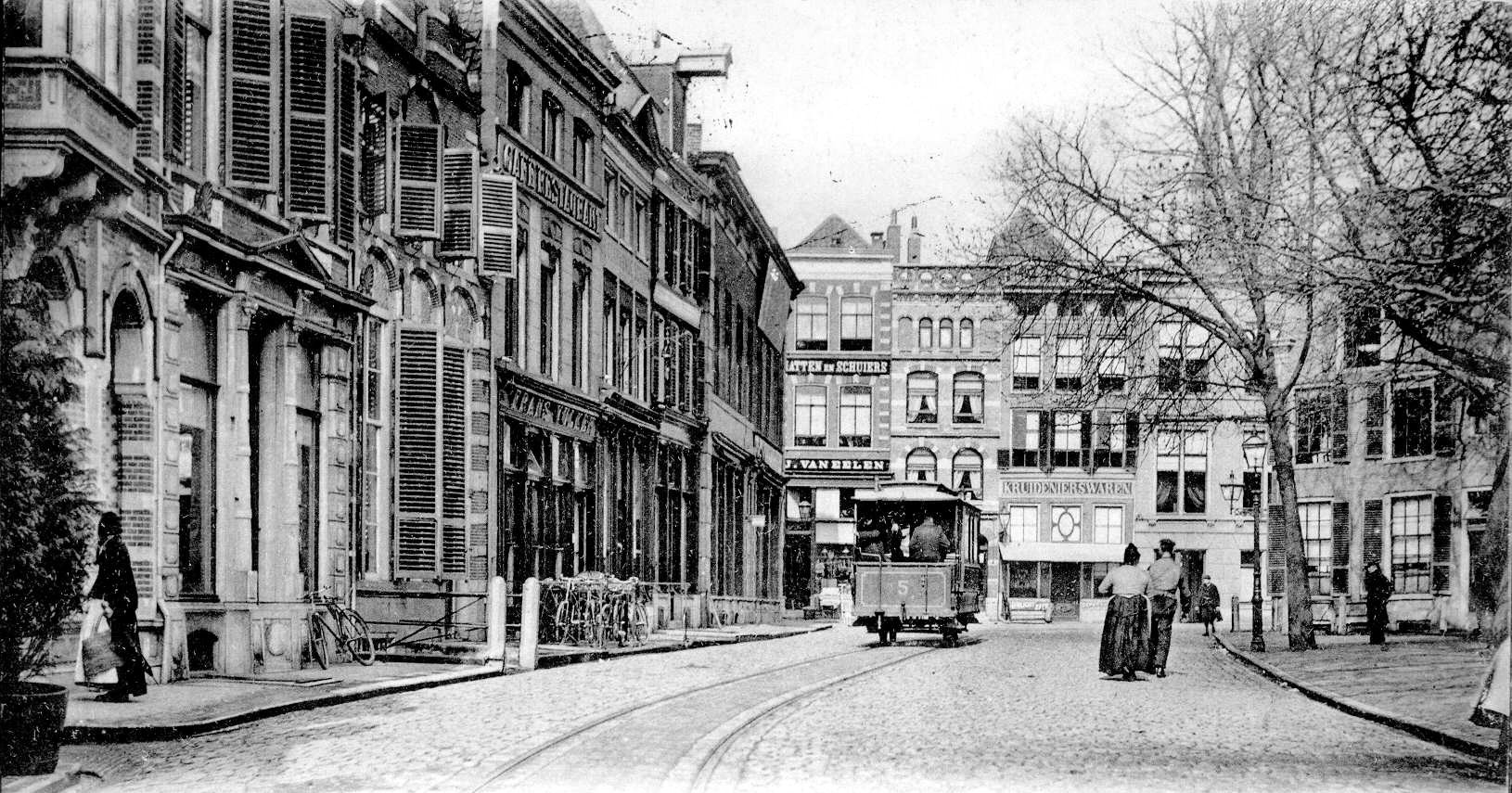
Tram door de Luttekestraat voor 1904

Door de vele klachten van reizigers en zelfs het afbreken van wagenwielen in de bocht Kamperstraat-Luttekestraat, besloot men in 1907 om de rails te verleggen langs de Emmawijk en over de Nieuwe Havenbrug. Vóór de brug kwam een driehoek te liggen, zodat men van het Katerveer, Grote Markt en het Station alle andere plaatsen kon bereiken. Deze nieuwe tracé trad op 27 december 1908 in dienst. Het baangedeelte in de Kamperstraat en de Beestenmarkt werd opgebroken.

## Opleving en verval
In de jaren vóór de uitbraak van de Eerste Wereldoorlog ging het de ZTM eindelijk voor de wind; het aantal passagiers steeg, evenals de omzet, en leningen konden worden terugbetaald. Maar de Nederlandse mobilisatie in augustus 1914 kostte het bedrijf enkele personeelsleden en de beste 5 paarden van de 11 dienenden. Het vervoer liep terug van 85.000 in augustus t/m eind 1913 tot 31.000 in dezelfde periode in 1914.
In 1919 bleek dat de ZTM over het jaar 1918 fl.1000,- verlies had geleden. De gemeente wilde haar deze maal echter niet uit de problemen helpen; op 4 augustus 1919 stemden 19 van de 20 gemeenteraadsleden tegen het voorstel de subsidie van 1000 naar 2500 gulden te verhogen. Na 34 jaar dienst reed de Zwolse paardentram op 7 augustus voor de laatste keer. Daarna is vrijwel het gehele spoor opgebroken; tot na de Tweede Wereldoorlog lagen de rails nog in de Emmabrug.